# Championnats d'Afrique de boxe amateur 1966
Navigation
Édition précédente Édition suivante
La 3e édition des championnats d'Afrique de boxe amateur s'est déroulée à Lagos, Nigeria, en 1966.
La compétition qui débute le 26 avril 1966 rassemble 14 nations.

## Résultats

### Podiums
| Catégories                    | Or               | Argent                     | Bronze                      |
| Poids mouches (-51 kg)        | Sulley Shittu    | Soussou-Clément Kalanga    | Refair Ray Buttle           |
| Poids coqs (-54 kg)           | Eddie Ndukwu     | Bothaeye                   | Steve Akushe Hosni Farag    |
| Poids plumes (-57 kg)         | Philip Waruinge  | Amos Ajao                  | Abdelkader Jérôme Badoedana |
| Poids légers (-60 kg)         | Fawzi Suleiman   | Anthony Andeh              | Jean Gérard Bille           |
| Poids super-légers (-63,5 kg) | Aaron Popoola    | Ernest Dong                | ? John Olulu                |
| Poids welters (-67 kg)        | Joseph Bessala   | Eddie Blay                 | Amelu Raimi Gbadamosi       |
| Poids super-welters (-71 kg)  | Sayed el-Nahas   | Domisiano Ochodomuge       | ? Mohamed Sani              |
| Poids moyens (-75 kg)         | Joe Darkey       | Abdel Wahab Abdullah Salih | Gamiyou Hussein Saddik      |
| Poids mi-lourds (-81 kg)      | Fatai Ayinla     | Soungalo Bagayogo          | Frédéric Saleh Safan        |
| Poids lourds (+81 kg)         | Talaat el-Dahsan | Adonis Ray                 | Iregbu Hassen               |

### Tableau des médailles
| Place | Pays              | Médaille d'or, Afrique | Médaille d'argent, Afrique | Médaille de bronze, Afrique | Total |
| ----- | ----------------- | ---------------------- | -------------------------- | --------------------------- | ----- |
| 1     | Ghana             | 3                      | 3                          | 1                           | 7     |
| 2     | Égypte            | 3                      | 0                          | 4                           | 7     |
| 3     | Nigeria           | 2                      | 1                          | 2                           | 5     |
| 4     | Cameroun          | 1                      | 1                          | 2                           | 4     |
| 5     | Kenya             | 1                      | 0                          | 1                           | 2     |
| 6     | Soudan            | 0                      | 2                          | 3                           | 5     |
| 7     | Togo              | 0                      | 1                          | 0                           | 1     |
| 7     | Ouganda           | 0                      | 1                          | 0                           | 1     |
| 7     | Mali              | 0                      | 1                          | 0                           | 1     |
| 10    | Dahomey           | 0                      | 0                          | 3                           | 3     |
| 11    | Gabon             | 0                      | 0                          | 1                           | 1     |
| 11    | Zambie            | 0                      | 0                          | 1                           | 1     |
| Total | 12 pays médaillés | 10                     | 10                         | 18                          | 38    |

+2 médailles de bronze inconnues